# كين ليونغ
كين ليونغ (بالإنجليزية: Ken Leung)‏ هو ممثل أمريكي، ولد في 21 يناير 1970 بمانهاتن في الولايات المتحدة.

## أعمال

### أفلام
- (1998) ساعة الذروة[6]
- (2000) رجل العائلة[7]
- (2001)  الذكاء الاصطناعي[8][9][10]
- (2001) سماء الفانيلا[11]
- (2001) لعبة تجسس[12][13]
- (2002) التنين الأحمر[14][15]
- (2004) سو
- (2006) إنسايد مان[16]
- (2006)  الوقفة الأخيرة[17]
- (2006) سو 3[18][19]
- (2008) سو 5
- (2015)  القوة تنهض[20]

### مسلسلات
- الضياع
- ذا غود وايف

## وصلات خارجية
- كين ليونغ على موقع IMDb (الإنجليزية)
- كين ليونغ على موقع ألو سيني (الفرنسية)
- كين ليونغ على موقع أول موفي (الإنجليزية)
- كين ليونغ على موقع قاعدة بيانات برودواي على الإنترنت (الإنجليزية)
- كين ليونغ على موقع قاعدة بيانات الأفلام السويدية (السويدية)
- كين ليونغ على موقع ديسكوغز (الإنجليزية)
- كين ليونغ على موقع قاعدة بيانات الفيلم (الإنجليزية)
- كين ليونغ على موقع كينوبويسك (الروسية)